# Гогенлоэ, Готфрид
Принц Готтфрид цу Гогенлоэ-Шиллингсфюрст (нем. Gottfried Maximilian Maria Prinz zu Hohenlohe-Waldenburg-Schillingfürst, Ratibor und Corvey; 8 ноября 1867, Вена — 7 ноября 1932, Вена) — австро-венгерский военный деятель и дипломат из рода Гогенлоэ. В 1902—1907 годах служил военным атташе посольства в Российской империи.

## Биография
Родился в семье принца Константина Гогенлоэ-Шиллингсфюрста и княжны Марии Витгенштейн, чья мать Каролина прославилась своей связью с Листом. Племянник рейхсканцлера Хлодвига Гогенлоэ, правнук российского фельдмаршала П. Х. Витгенштейна. Брат австрийского министра-президента Конрада Гогенлоэ.
В 1887 году поступил в гусары, в 1889 году получил чин лейтенанта. В 1893—1895 годах учился в Терезианской военной академии, затем поступил на службу в Генеральный штаб.
С апреля 1908 до ноября 1913 года — советник посольства в Берлине. В феврале 1913 года направлен в Россию со специальной миссией, призванной урегулировать отношения в связи с аннексией Боснии. С 4 августа 1914 до 14 ноября 1918 года — посол Австро-Венгрии в Германской империи.

## Брак и дети
В 1908 году женился на эрцгерцогине Марии Генриетте, дочери главнокомандующего герцога Фридриха Тешенского. 
В браке родилось трое детей:
- Принцесса Елизавета Гогенлоэ-Шиллингсфюрст (27 сентября 1909 — 30 марта 1987), замужем не было, бездетна
- Принцесса Наталья Гогенлоэ-Шиллингсфюрст (28 июля 1911 — 11 марта 1989), замужем не было, бездетна
- Принц Фридрих Гогенлоэ-Шиллингсфюрст (18 февраля 1913 — декабрь 1945), будучи немецким солдатом, попал в плен и скончался в лагере для военнопленных в Твикбули под Кутаиси на Кавказе (ныне Грузия) в возрасте 32 лет.

## Первая мировая война
Во время войны проявил себя как сторонник равноправного союза с Германией. С 1917 года, предрекая поражение, высказывал идею скорейшего окончания войны, поддерживал Карла I в поисках возможностей для заключения сепаратного мира с Антантой. Произведён в генерал-майоры при выходе в отставку. Удостоен рыцарского достоинства Ордена Золотого руна.
После окончания войны ушёл со службы, большую часть времени посвящал скачкам. Умер в Вене 7 ноября 1932 года.